# Anna Mohr
Anna Mohr, geborene Söhnlein (* 29. Mai 1911; † unbekannt), war eine deutsche Diplomingenieurin. Von 1967 bis 1976 war sie Richterin am Bundespatentgericht in München.

## Beruflicher Werdegang
Anna Mohr erwarb einen Hochschulabschluss als Diplomingenieurin. Sie war Regierungsdirektorin, als sie am 20. Dezember 1967 zur Richterin an das Bundespatentgericht berufen wurde.
1976 ging sie in den Ruhestand.